# Escudo de Rosario
El Escudo de Armas Oficial de la Ciudad de Rosario, en la provincia de Santa Fe (Argentina),
fue creado el 4 de mayo de 1862 por ordenanza municipal. Se dispuso que las armas comunales fueran pintadas al óleo para colocarlas en el testero del salón de la Municipalidad, y que se grabara un sello para lacre con el fin de refrendar los documentos oficiales.
El escudo fue diseñado ese año por el concejal Eudoro Carrasco (autor, junto a su hijo Gabriel, de los Anales de la ciudad). De ese original se dieron distintas interpretaciones, por lo que se necesitaba una norma que fijara en detalle su diseño.
En 1939, la provincia de Santa Fe autorizó por ley a los municipios adoptar y usar escudo.
En 1964 se sancionó la ordenanza 1737, adjuntándose en un anexo un croquis pintado por Julio Vanzo bajo la dirección del Dr. Julio Marc, quien se basó en un boceto de 1957 elaborado por el ingeniero Ángel Guido (diseñador del Monumento a la Bandera y del edificio del correo).
En 1998, el Concejo Deliberante, por el decreto n.º 15810, dispuso que este escudo sea de uso obligatorio en el frente de las dependencias y documentos del municipio.

## Descripción oficial del escudo
Forma ovalada dividida en 2 campos por la línea del horizonte.
El campo superior color celeste cielo está ocupado por el sol naciente de 16 rayos flamígeros y rectos, la cara del sol con ojos rasgados tipo indígena, cejas y comienzo de nariz.
En el campo inferior aparece a la izquierda una isla perfectamente definida y las costas de otras dos islas; en el centro el río Paraná surcado por un barco a vela y otro barco a vapor, finalizando en la parte derecha con un bastión o batería emplazada sobre la barranca de cuyas almenas aparecen tres cañones y de su interior, levantado, el brazo que sostiene hacia el centro del escudo.
En la barranca figura una gavilla de trigo, una gavilla de maíz, ancla, hoz y arado colocados armónicamente.
El escudo lleva en su base un ancla simbolizando el comercio marítimo que llegaba al puerto local; “un arado del país, una gavilla de trigo, frutos e instrumentos de labranza, emblemas de la industria agrícola; del centro de la base hacia la derecha se levantará una barranca coronada por una batería, de la que se elevará un brazo colosal que sostiene la bandera.
A la izquierda el Paraná surcado por barcos de vapor y de vela, y a lo lejos las islas, todo sobre fondo verde simbolizando la llanura”.
La parte superior quedaba rematada por un sol naciente y un letrero orlado de una faja de oro con la inscripción: “Municipalidad del Rosario”.
Por último el óvalo es circundado por la derecha por una rama de laurel y por la izquierda una de olivos unidas al pie con un lazo celeste y blanco de nuestra enseña patria. Corresponde por colorido: oro al sol, islas y barrancas sinople (color verde), azul su río, gules (color rojo) la batería, celeste el cielo, dorado las mieses y tono gris acerado los implementos agrícolas.